# HD 106478
HD 106478，又名BD+54 1504，SAO 28309、HR 4654，是一颗恒星，视星等为6.16，位于銀經134.94，銀緯62.83，其B1900.0坐标为赤經12h 9m 46s，赤緯+53° 62.83′ 28″。